# Nil Cardoner
Nil Cardoner Gratacós (n. Gerona, 16 de septiembre de 1998) es un actor español. Ha actuado en varias series de televisión, como Polseres vermelles e Infidels, ambas emitidas en TV3. En 2019, debutó como Òscar en la serie de TV3 Les de l'hoquei

## Biografía
Su primera aparición en televisión fue su debut en la serie Zoo. Posteriormente, la serie Polseres vermelles sería la que le daría la fama otorgándole el Premio Ondas. En 2012 participó en la obra de teatro DINOU. El 12 de octubre terminó de grabar una película llamada Seve junto a José Luis Gutiérrez, emitida en abril de 2014. También participó en la película Fènix 11:23 como protagonista acompañado de Mireia Vilapuig, compañera de rodaje en Polseres vermelles. Gracias a esta película fue nominado a mejor actor en los Premios Gaudí junto a Àlex Monner, protagonista en Polseres vermelles. Actualmente participa en la serie Polònia de TV3 donde imita a Íñigo Errejón del partido Podemos.

## Filmografía

### Teatro
- 2012: DINOU, como el hermano de Cesc "Germanet".

### Series de televisión
- 2008: Zoo (en TV3), como Jan Hervera.
- 2009–2011: Infidels (en TV3), como Oriol Barbal Moliner.
- 2011–2013: Polseres vermelles (en TV3), como Roc.
- 2014–2016: Polònia (en TV3)
- 2019–2020: Les de l'hoquei (en TV3)
- 2022: Alma (en Netflix)
- 2023 (actualmente): Com si fos ahir, fent de Marcel, germanastre del Marc, de la Virgínia i de la Ginesta.

### Películas
- 2009: Negro Buenos Aires
- 2011: Mil cretins
- 2012: Fénix 11:23 como Eric
- 2014: Seve: como Rafa
- 2021: Loco por ella: cómo Víctor

### Cortometrajes
- 2010 Mami me quiere más a mí.
- 2015 Un banc per sempre. (Director)
- 2015 En La Azotea